# Possessiv
Possessive (Mehrzahl, auch Possessiva; Einzahl: [das] Possessiv oder Possessivum; aus dem Lateinischen entlehnt) sind besitzanzeigende Wörter. Es gibt verschiedene konkurrierende Terminologien:
- In der traditionellen Grammatik sind die Begriffe Possessiv(um) und Possessivpronomen (auch: besitzanzeigendes Fürwort) gleichbedeutend, und es wird unterschieden zwischen substantivischen Possessivpronomina bzw. substantivischen Possessiva (beispielsweise seines in das ist seines) und adjektivischen Possessivpronomina bzw. adjektivischen Possessiva (beispielsweise sein in sein Haus).[3]
- In der modernen Linguistik wird Possessivpronomen auch in einem engeren Sinne verwendet und bezeichnet dann nur Wörter wie seines (in: das ist seines), aber nicht Wörter wie sein (in: sein Haus). Letztere werden dann Possessivartikel (auch: Possessivbegleiter oder Possessivdeterminanten, Possessivdeterminative) genannt.

## Bedeutung von Possessiven
Allgemein dienen Possessive dem Ausdruck von Zu- oder Angehörigkeit. Sie verweisen auf grammatische Personen, indem sie diesen gewisse Sachverhalte zuordnen, die durch Substantive (oder andere substantivierte Wörter) zum Ausdruck gebracht werden. Zu diesen Sachverhalten gehören Eigentums-, Besitz-, Verwandtschafts- und andere soziale Verhältnisse. In der deutschen Sprache können ganz unterschiedliche Verhältnisse einer Person mit dem gleichen Possessiv zum Ausdruck kommen – etwa der 1. grammatischen Person, des Sprechers:
- mein Fahrrad: Gegenstand, der dem Sprecher gehört (Besitz oder Eigentum)
- meine Haut: Organ, das zum Sprecher gehört
- meine Angst: Empfindung, die zum Sprecher gehört
- meine Faulheit: Eigenschaft, die dem Sprecher zugeordnet wird
- mein Kind: Person, die dem Sprecher zugeordnet wird (Verwandtschaft)
- mein Geburtstag: Ereignis, das dem Sprecher zugeordnet wird (Zugehörigkeit)
- mein Ruf: abstraktes Konzept, das dem Sprecher zugeordnet wird (Zugehörigkeit)

## Syntaktischer Status von Possessiven
In einem Satz können Possessive in unterschiedlichen Sprachen verschiedene syntaktische Funktionen übernehmen: Sie können als Pronomina, Adjektive und Artikelwörter verwendet werden.

### Attribut oder Artikel?
In manchen Sprachen werden Possessive wie Adjektivattribute gebraucht, in anderen Sprachen wie Determinative nach der Art von Artikeln. Der Unterschied soll hier am Beispiel der Nominalphrase „dein kleines schwermütiges Leben“ (aus dem Buch Der kleine Prinz, Kapitel 6) demonstriert werden.
In der französischen Originalsprache lautet diese Phrase:
- ta petite vie mélancolique

Dabei ersetzt das Possessivum ta „dein“ den bestimmten Artikel la; es ist kein Attribut wie das nachfolgende petite „klein“.
In der deutschen Sprache funktioniert dies genauso:
- dein kleines schwermütiges Leben

Der Artikel zum Substantiv Leben (ein oder das) wird durch das Possessivum dein ersetzt und kann nicht mit diesem kombiniert werden.
Anders in der italienischen Sprache:
- la tua piccola vita malinconica

Hier werden der bestimmte Artikel la und das Possessivum tua kombiniert verwendet, wie es für das Italienische typisch und obligatorisch ist.
Das Possessivum wird im italienischen Satzbau also nicht als Artikel, sondern als Attribut verwendet, ebenso wie piccola „klein“.

### Pronomen
In vielen Sprachen können Possessive substantivisch verwendet werden, zeigen dann jedoch andere Formen – zum Beispiel im Englischen:
|          |    |          | adjektivisches Pronomen oder Artikelwort | substantivisches Pronomen oder Pronomen |
| -------- | -- | -------- | ---------------------------------------- | --------------------------------------- |
| Singular | 1. | 1.       | my                                       | mine                                    |
| Singular | 2. | 2.       | your                                     | yours                                   |
| Singular | 3. | maskulin | his                                      | his                                     |
| Singular | 3. | feminin  | her                                      | hers                                    |
| Plural   | 1. | 1.       | our                                      | ours                                    |
| Plural   | 2. | 2.       | your                                     | yours                                   |
| Plural   | 3. | 3.       | their                                    | theirs                                  |

Während die Possessivartikel ein Substantiv wie ein Artikel begleiten: my house, ersetzen die Pronomina (im engeren Sinne) das Substantiv: Is this your house? – yes, it is mine.
Auch das Deutsche verfügt über Possessivpronomina. Diese Formen werden vor allem in mündlicher Rede (familiärer/informeller Sprachstil) verwendet. Voraussetzung für das Verständnis solcher Konstruktionen ist allerdings (ebenso wie im Englischen), dass das gemeinte Nomen zuvor bereits genannt wurde (sie werden also nur anaphorisch gebraucht):
|                     | Nominativ                                 | Akkusativ                                              |
| ------------------- | ----------------------------------------- | ------------------------------------------------------ |
| Singular (Maskulin) | Wem gehört der Löffel? – Das ist meiner.  | Ich brauche einen Löffel. – Du kannst meinen nehmen.   |
| Singular (Neutrum)  | Wem gehört das Messer? – Das ist meins.   | Ich brauche ein Messer. – Du kannst meins nehmen.      |
| Singular (Feminin)  | Wem gehört die Gabel? – Das ist meine.    | Ich brauche eine Gabel. – Du kannst meine nehmen.      |
| Plural              | Wem gehören die Teller? – Das sind meine. | Ich brauche (einige) Teller. – Du kannst meine nehmen. |

## Formen von Possessiven
In vielen Sprachen existieren für verschiedene grammatische Personen auch verschiedene Possessive, so etwa im Deutschen:
|           |           | Singular    | Plural    | Höflichkeit |
| --------- | --------- | ----------- | --------- | ----------- |
| 1. Person | 1. Person | mein        | unser     |             |
| 2. Person | 2. Person | dein        | euer      | Ihr         |
| 3. Person | maskulin  | sein/dessen | ihr/deren |             |
|           | feminin   | ihr/deren   | ihr/deren |             |
|           | neutrum   | sein/dessen | ihr/deren |             |

### Unterscheidung nach Genus
Für das deutsche Possessivpronomen der 3. Person Singular existieren zwei Formen, die je nach Geschlecht des „Besitzers“ gebraucht werden:
```
das Haus der 
Schwester
 → 
ihr
 Haus, in 
ihrem
 Haus …
das Haus des 
Bruders
 → 
sein
 Haus, in 
seinem
 Haus …
das Haus des 
Kindes
 → 
sein
 Haus, in 
seinem
 Haus …
```

Neutrum und Maskulinum werden hier im Deutschen also nicht unterschieden.

### Reflexive und nicht-reflexive Possessive
Der Unterschied im Gebrauch zwischen sein/ihr und dessen/deren liegt darin, dass letztere beide Determinative nicht rückbezüglich gebraucht werden können, sondern auf einen anderen Possessor verweisen:
```
Mein Känguru stolpert über seinen Schwanz.
 [: seinen eigenen Schwanz]
```

```
Mein Känguru stolpert über dessen Schwanz.
 [: jemandes anderen Schwanz]
```

Außerdem können dessen und deren im Gegensatz zu allen anderen Possessiv nicht flektiert werden.
Auch in den skandinavischen Sprachen finden sich für die 3. Person unterschiedliche Possessivformen, die zwischen dem Rückbezug auf das Subjekt und dem Bezug auf einen zuvor genannten Referenten unterscheiden. Beispiel aus dem Dänischen:
```
* 
Elsker han sin kone?
 „Liebt er seine [: seine eigene] Frau?“
* 
Elsker han hans kone?
 „Liebt er seine [: jemandes anderen] Frau?“
```

Dieser Rückbezug kann jedoch nur in der 3. Person erfolgen, nicht in der 2. oder 1. Person:
```
* 
Jeg elsker hans kone.
 „Ich liebe seine Frau.“ – grammatisch ohne Sinn: 
Jeg elsker sin kone.

* 
Elsker du hans kone?
 „Liebst du seine Frau?“ – grammatisch ohne Sinn: 
Elsker du sin kone?
```

Einen Rückbezug unabhängig von der grammatischen Person gibt es jedoch sehr wohl in den slawischen Sprachen, etwa im Tschechischen. Hier verweist das Possessiv svoj- (hier in der femininen Akkusativform svou) stets auf das Subjekt, egal welche grammatische Person das Subjekt bildet:
```
* 
Já miluji svou ženu.
 „Ich liebe meine [: eigene] Frau.“
* 
Ty miluješ svou ženu.
 „Du liebst deine [: eigene] Frau.“
* 
On miluje svou ženu.
 „Er liebt seine [: eigene] Frau.“
* 
Ona miluje svou ženu.
 „Sie liebt ihre [: eigene] Frau.“
```

## Syntaktische Funktion und Flexionsformen (Deklination)
Possessiva werden im Deutschen nach Zahl (Numerus) und Geschlecht (Genus) des Referenznomens dekliniert oder gebeugt.
|           |                | Singular      | Singular       | Singular      |                | Plural                         |
|           |                | maskulin      | feminin        | neutrum       |                | maskulin/feminin/neutrum       |
| --------- | -------------- | ------------- | -------------- | ------------- | -------------- | ------------------------------ |
| Nominativ | Das ist …      | mein Sohn     | meine Tochter  | mein Kind     | Das sind …     | meine Söhne/Töchter/Kinder     |
| Genitiv   | der Name …     | meines Sohnes | meiner Tochter | meines Kindes | die Namen …    | meiner Söhne/Töchter/Kinder    |
| Dativ     | Ich schreibe … | meinem Sohn   | meiner Tochter | meinem Kind   | Ich schreibe … | meinen Söhnen/Töchtern/Kindern |
| Akkusativ | Ich suche …    | meinen Sohn   | meine Tochter  | mein Kind     | Ich suche …    | meine Söhne/Töchter/Kinder     |

Nicht in allen Sprachen ist eine Deklination von Possessiven möglich; zum Beispiel können im Isländischen nur die Possessive der 1. und 2. Person Singular in allen Kasus und Numeri flektieren, während die Possessive der übrigen Personen in allen Kasus und Numeri unveränderlich bleiben.

## Possessivadjektive

### Formen auf-igim Deutschen
Im Deutschen gibt es außerdem Possessiva, welche von den Possessivstämmen mittels Suffix -ig abgeleitet werden:
- der/die/das meinige
- der/die/das deinige
- der/die/das Ihrige (Höflichkeitsform)
- der/die/das seinige
- der/die/das ihrige (Sg.)
- der/die/das unsrige
- der/die/das eurige
- der/die/das ihrige (Pl.)

Aufgrund der Wortbildung auf -ig sind diese Formen als Adjektive einzustufen, ebenso in der Hinsicht, dass sie dem Artikel folgen. Sie werden demnach aber meist substantiviert verwendet, d. h. mit wenigen Ausnahmen ohne nachfolgendes Substantiv. Aufgrund der relativen Selbständigkeit findet sich auch manchmal eine Einstufung als Possessivpronomen.

### Possessivadjektive in slawischen Sprachen
Auch in den slawischen Sprachen gibt es Possessivadjektive, welche jedoch nicht von Possessiven selbst, sondern von Substantiven abgeleitet werden: mittels Suffix -ov- wird von einer männlichen, mittels Suffix -in von einer weiblichen Person abgeleitet. Zum Beispiel lauten Newtons Gesetz und Pandoras Büchse in verschiedenen slawischen Sprachen:
- kroatisch Newtonov zakon, Pandorina kutija
- serbisch Njutnov zakon, Pandorina kutija
- slowakisch Newtonov zákon, Pandorina skrinka
- slowenisch Newtonov zakon, Pandorina skrinjica
- tschechisch Newtonův zákon, Pandořina skříňka

Im Deutschen gibt es eine ähnliche Konstruktion mittels Suffix -sch-: Newtonsches Gesetz
Der Begriff Merkel-Raute erhält ebenfalls das Suffix -in- (ist jedoch nur bisher nur im Tschechischen belegt):
- tschechisch Merkelin kosočtverec

## Possessivaffixe
Viele Sprachen markieren Zugehörigkeit direkt an einem Substantiv, indem sie dieses entweder mit einem Präfix oder einem Suffix versehen. Letztere zeigen viele finno-ugrische Sprachen, etwa Ungarisch. Die Possessive werden hier als Suffixe an das Substantiv angefügt, hier am Beispiel von kép ‘Bild’:
|    | Singular | Singular        | Plural   | Plural     |
| -- | -------- | --------------- | -------- | ---------- |
| 1. | kép-em   | mein Bild       | kép-ünk  | unser Bild |
| 2. | kép-ed   | dein Bild       | kép-etek | euer Bild  |
| 3. | kép-e    | sein/ihr Bild * | kép-ük   | ihr Bild   |

Auch Türkisch benutzt Possessivsuffixe:
|    | Singular | Singular        | Plural  | Plural     |
| -- | -------- | --------------- | ------- | ---------- |
| 1. | ev-im    | mein Haus       | ev-imiz | unser Haus |
| 2. | ev-in    | dein Haus       | ev-iniz | euer Haus  |
| 3. | ev-i     | sein/ihr Haus * | ev-leri | ihr Haus   |

```
*Weder Ungarisch noch Türkisch unterscheiden in der 3. Person zwischen männlichem und weiblichem Geschlecht.
```

In einigen Sprachen wird das Possessivsuffix in der Weise verwendet, dass es dem Pluralsuffix und anderen Suffixen vorangeht, so z. B. im Quechua:
Quechua: chaki („Fuß“) → chakiy („mein Fuß“) → chakiykuna („meine Füße“) → chakiykunawan („mit meinen Füßen“) (das Possessivsuffix y „mein“ ist fett hervorgehoben).

## Andere Possessivformen
Manche Sprachen haben kein Possessivpronomen. Die Funktion kann analytisch von der Kombination Personalpronomen und Genitivmarker ausgeübt werden, z. B. im Japanischen: Seine Schuhe = 彼の靴 [kare no kutsu] (wörtl.: er, von, Schuhe → Schuhe von ihm).